# موراوسکی بویمیر
موراوسکی بویمیر (به صربی: Moravski Bujmir) یک منطقهٔ مسکونی در صربستان است که در الکسیناتس واقع شده‌است.